# سحاب الستراتوسفير القطبي

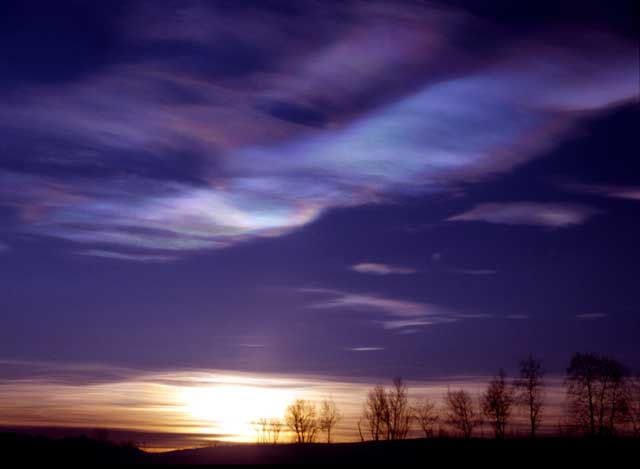
سحابة ستراتوسفير قطبية

سحابات ستراتوسفير قطبية، وتعرف أيضًا بالسحابات الصدفية، هي سحابات تتكون في طبقة ستراتوسفير في الجو في القطب خلال فصل الشتاء على ارتفاع 15,000 - 25,000 متر (50,000 - 80,000 قدم). هذه السحابات تشترك في تكوين ثقوب الأوزون. فتأثيرها على نضوب طبقة الأوزون يرتفع لأنها تسبب تفاعلات كيماوية تنتج كلور فعال الذي يحفز تخريب طبقة الأوزون، ولأنها تزيل حوامض النتريك الغازية ومجموعات نيتروجين وكلور مما يزيد من تخريب طبقة الأوزون.

## تكوّن الغيوم
إنّ طبقة ستراتوسفير هي طبقة جافة جدًا، وبعكس طبقة تروبوسفير فهي لا تسمح بتكوين الغيوم. ولكن في البرد الشديد في شتاء القطب يمكن أن تتكون عدة أشكال من السحابات في طبقة ستراتوسفير، وهي تصنف حسب حالة المادة والتركيب الكيميائي.
بسبب ارتفاع السحابات الشديد والشكل المنحني لكوكب الأرض، تصل أشعة الشمس هذه الغيوم من الأفق فتنعكس على الأرض قبل الفجر أو بعد المغيب.
تتكون هذه السحابات في درجات حرارة منخفضة جدًا، تقدر ب 78 درجة مئوية تحت الصفر (−78 °C). درجات الحرارة هذه تتوفر في القسم السفلي من طبقة ستراتوسفير في فصل الشتاء في القطب. في أنتاركتيكا درجة حرارة تحت -88 درجة مئوية تؤدي لتكون غيوم ستراتوسفير من نوع II. درجات حرارة منخفضة كهذه نادرة جدًا في أركتيك.

## أنواع سحابات ستراتوسفير
سحابات ستراتوسفير مقسمة إلى أربعة أنواع:
- سحابات من نوع I وهي تحوي حمض نتريك وماء.
- سحابات من نوع Ia تتكون من بلورات مكونة من حمض نتريك وماء.
- سحابات صغيرة من نوع Ib تحوي حمض الكبريتيك بالإضافة لحمض النتريك والماء وهي تتواجد على شكل محلول ثلاثي مفرط التبريد.
- سحابات من نوع II تحتوي فقط على جليد الماء.